# Les Anges gardiens (film, 1995)
Pour les articles homonymes, voir Les Anges gardiens.
 (novembre 2020).
Si vous disposez d'ouvrages ou d'articles de référence ou si vous connaissez des sites web de qualité traitant du thème abordé ici, merci de compléter l'article en donnant les références utiles à sa vérifiabilité et en les liant à la section « Notes et références ».
Pour plus de détails, voir Fiche technique et Distribution.
Les Anges gardiens est un film français réalisé par Jean-Marie Poiré, sorti en 1995.
Le film met en scène deux individus que tout oppose et qui se retrouvent malgré-eux connectés par leurs anges gardiens respectifs : le premier, Antoine Carco, un malfrat égoïste reconverti, doit ramener de Hong Kong le fils d'un ami trafiquant, mais le fait en premier lieu pour passer les 15 millions de dollars en bons du trésor volés par le père de l'enfant aux triades chinoises. Le second, l'honnête et bienveillant père Hervé Tarain, rentre d'un stage éducatif avec un groupe de jeunes français en difficulté.
Plus gros budget de l'année 1995, il obtient également la seconde place au box-office français de l'année, derrière Les Trois Frères de Bernard Campan et de Didier Bourdon. 

## Synopsis
Yvon Radmillo, un Français vivant à Hong Kong, a volé de l'argent aux Triades (la mafia locale). Poursuivi par les malfrats, il tente de s'enfuir du pays avec l'argent (sous forme de papier-monnaie international) et son fils Bao dont la mère est chinoise. Mais la mafia le rattrape et parvient à le blesser grièvement. À l'agonie, il décide de demander de l'aide à son ancien ami Antoine Carco (autrefois appelé Antoine Mérignac), patron d'un cabaret à Paris, avec qui il était autrefois associé dans divers trafics en Asie. Il lui téléphone et demande à son ami de venir à Hong Kong récupérer son fils, ainsi que l'argent qu'il a mis dans un coffre à la banque, prétendant être atteint d'un cancer en phase terminale. D'abord hésitant, Carco accepte la mission de son ami qu'il appelle affectueusement « ma poule ». Dans la conversation, Yvon lui offre un pourcentage sur l'argent. Présente durant la conversation et ignorant l'identité de l'interlocuteur d'Antoine, Régina, sa fiancée italienne maladivement jalouse, le soupçonne d'entretenir une liaison amoureuse. Radmillo n'a pas le temps de raccrocher qu'un camion percute la cabine téléphonique, le tuant sur le coup.
Aussitôt arrivé à Hong Kong, Carco apprend que son ami n'est pas mort d'un cancer, mais était pourchassé par la mafia locale. Il veut alors renoncer, mais est conduit malgré tout auprès du petit Bao. Après l'avoir trouvé, Carco est confronté à une première offensive armée de la mafia, dont lui et le petit Bao échappent de justesse.
Carco réussit à récupérer l'enfant et l'argent. Dans leur fuite, tous deux se rendent par hasard dans un pensionnat dirigé par sœur Angelina, une religieuse catholique française. Il y fait la connaissance du curé catholique français Hervé Tarain (« a.i.n comme pain »), venu à Hong Kong avec des jeunes de milieu modeste en sortie pédagogique afin d'aider des sœurs missionnaires. Tarain est sur le point de rentrer à Paris avec les jeunes et  une partie des immenses archives de la mission entreposées dans plusieurs malles, que sœur Angélina lui a gentiment imposées.
Prétendant s'appeler Monsieur Ciccolini, et être un homme d'affaires venu en Asie pour négocier un gros contrat relatif au métro de Pékin, il présente Bao comme son fils qu'il doit ramener auprès de sa mère à Paris. Prétextant que ses négociations commerciales ne sont pas closes et qu'il ne peut donc rentrer en France dans l'immédiat, il parvient, non sans avoir fait culpabiliser le pauvre curé pour lui forcer la main, à convaincre celui-ci de prendre en charge le petit Bao jusqu'à Paris. Carco s'arrange pendant tout le trajet pour rester avec Tarain et les autres, prétextant vouloir les accompagner à l'aéroport, mais en réalité afin d'échapper à la mafia qui ne le lâche pas et tente même de l'arrêter, avec deux voitures lancées à pleine vitesse manquant de peu de pulvériser l'infortuné prêtre sous le regard hilare des jeunes qui l'accompagnent.
Avant d'embarquer, Carco dissimule l'argent dans l'agenda du prêtre — dont la couverture représente une icône de sainte Catherine de Sienne et que Carco prendra pour une représentation de la Vierge Marie — afin de passer les contrôles. Il prétend finalement pouvoir rentrer à Paris, prétextant que les négociations commerciales avec les Chinois ayant pris prématurément fin (des concurrents allemands ayant selon lui remporté le marché), pour pouvoir embarquer.
Pendant que le père Tarain perd un temps incommensurable pour faire enregistrer ses multiples malles, les membres du gang tentent d'empêcher le départ de Carco en le dénonçant anonymement au service des douanes (ils l'accusent d'avoir volé le portefeuille d'un employé de la banque de Shanghai qui le lui avait pourtant remis précédemment, soi-disant avec les compliments de la banque). Carco est intercepté par des douaniers britanniques lui imposant une fouille complète qui ne donne évidemment rien. Carco parvient alors à rejoindre au dernier moment l'avion dans lequel Tarain et les jeunes viennent d'embarquer, amadouant l'employée de l'enregistrement au prétexte que sa femme va accoucher à Paris d'une minute à l'autre.
À bord, Carco prétend avoir peur de l'avion afin de convaincre le père Tarain de voyager à ses côtés. En réalité, il veut essayer de récupérer les bons du trésor dissimulés dans l'agenda du prêtre. Profitant de l'absence momentanée du prêtre parti aux sanitaires, il fouille ses affaires et constate avec dépit que l'agenda n'y est pas. Prétendant être quelqu'un de très croyant, il engage la conversation avec Tarain sur la position de l'Église catholique à l'égard de différents faits de société. Il prétexte vouloir faire un don à la paroisse et réclame donc un rendez-vous avec le père Tarain afin de pousser celui-ci à utiliser son agenda… et perd le contrôle de ses nerfs lorsqu'un quiproquo s'instaure provisoirement entre eux deux au sujet dudit agenda et de l'image pieuse représentée sur la couverture de celui-ci. Croyant que le père Tarain a jeté l'agenda et son contenu, Carco est finalement rassuré lorsque le prêtre lui apprend que l'agenda est dans la soute de l'appareil.
Arrivé à l'aéroport de Roissy, Carco fait un scandale à la douane lorsqu'il se rend compte que le prêtre attire l'attention non-souhaitée des douaniers français. Carco désire attirer l'attention des douaniers sur lui au lieu du prêtre, afin de permettre à l'agenda et son contenu de passer tranquillement la douane. Son stratagème fonctionne, mais il est alors écarté du groupe.
Luna, une employée d'origine chinoise du cabaret de Carco venue récupérer le petit Bao à l'aéroport, apprend au père Tarain qu'elle n'est ni la mère de l'enfant ni la compagne de Carco, malgré les allégations de ce dernier. Tarain confronte alors un Antoine Carco (qu'il continue à appeler « Monsieur Ciccolini ») qui se trouve alors pris au dépourvu. Pour couronner le tout, Régina, la véritable fiancée de Carco, débarque au même instant à l'aéroport et fait une crise de jalousie, persuadée que Carco a eu un enfant avec Luna.
Carco se rue alors sur la valise contenant les millions et récupère l'argent sous l'œil médusé du prêtre qui comprend alors qu'il a été abusé. Après une autre joute verbale entre les deux hommes, un Carco excédé confie Bao au père Tarain, le temps d'essayer de retrouver l'adresse de Lilly Wang, la véritable mère de Bao. Hervé Tarain, outré des nombreux mensonges de Carco, prévient alors celui-ci que sa conscience finira par le tourmenter de ses mauvaises actions, mais Antoine n'en a cure et se contente d'un ironique « Alléluia ! » pour toute réponse, avant de quitter l'aéroport.
La cupidité de Carco et la bonté de Tarain leur valent d'être affublé chacun d'un « ange gardien » (d'où le titre du film) aux caractères tout à fait opposés à eux. Carco possède l'ange de bonté, tandis que le père Tarain se trouve affublé d'un esprit véritablement libidineux et vulgaire. Chaque ange est le sosie de celui auprès duquel il a été envoyé, et n'est visible que par eux. En découvrant son ange qui le sermonne, assis sur la banquette arrière de sa voiture, Carco provoque un grave carambolage sur l'autoroute A1 et, bien que totalement responsable, trouve encore le moyen d'agresser verbalement l'un des conducteurs impliqués.
Après un contrôle à la gendarmerie (où un médecin attribue les « visions » de Carco au décalage horaire), il fonce toute vitesse à l'église d'Écouen ou officie le père Tarain afin d'exiger de celui-ci un exorcisme. Pour cela, il interrompt manu-militari la confession d'une paroissienne, qu'il extirpe sans ménagement du confessionnal. Mais un Hervé Tarain excédé refuse de céder aux injonctions de Carco et le congédie sans ménagement, ainsi que ladite dame dont il ne souhaite plus écouter les « lamentables mesquineries de bureau ». C'est sur ces faits que l'ange rebelle de Tarain apparait dans un grand éclat de rire sardonique, tout en le félicitant de son comportement ne répondant manifestement pas à un « élémentaire devoir de charité chrétienne » : il vient de refuser l'absolution à une personne s'étant confessée. Ce dernier provoque rapidement une série de désastres autour de l'église dont Tarain semble responsable, son ange (comme celui de Carco) étant invisible aux yeux des autres personnes.
De retour dans son cabaret, Carco est confronté à une énième crise de jalousie de Régina qui s'en prend à une toile de Lautrec appartenant à Antoine. Elle tente ensuite de se suicider en sautant par la fenêtre, mais Carco la rattrape in extremis par le pied, faisant tomber la perruque rousse de la vedette. Deux gangsters chinois débarquent au même instant et mettent en joue Carco, le forçant à lever les mains et laisser tomber Régina dans le container à poubelles du cabaret situé juste au-dessous de la fenêtre. Celle-ci hurle de colère, tandis que les bandits laissent entendre à Carco que Lilly Wang, la mère du petit Bao, serait la nièce de Monsieur Mo, le chef du gang des triades en France. Carco parvient à désarmer ses opposants, mais, alors qu'il les frappe au sol, son ange choqué par un tel déferlement de violence, lui saisit le pied et l'empêche de poursuivre. Les bandits en profitent pour s'enfuir.
Le père Tarain, ayant réalisé le terrible acte qu'il a commis plus tôt et la punition qu'il en subit, cherche à retrouver Carco pour s'amender et arrive au cabaret, accompagné par son ange maléfique. Il se retrouve dans le bureau d'Antoine Carco alors qu'une escouade de la mafia chinoise débarque à nouveau dans le cabaret. Carco, n'ayant pu obtenir l'intervention immédiate de la police, se rue l'arme au poing à l'assaut des bandits, alors que le père Tarain et l'une des danseuses en tenue très dévêtue se cachent dans une penderie.
En route pour aller chercher Bao juste après la fusillade, Carco révèle au curé l'implication de la mafia chinoise dans cette histoire. Il reçoit alors un appel téléphonique d'une Régina furieuse, qui menace une fois de plus de se suicider. Carco prend dans un premier temps la menace à la légère, mais le père Tarain le convainc inconsciemment du contraire. Les deux hommes repartent en catastrophe au domicile d'Antoine. Arrivé chez lui, Carco découvre que sa Jaguar est en flammes. Regina explique alors que des Chinois ont brûlé la voiture. Sentant le danger, Carco s'apprête à fuir et essaie d'expliquer l'ensemble de la situation à Régina.
Le père Tarain propose alors à Carco et Régina de les héberger provisoirement dans la maison de sa famille, là où se trouve déjà Bao. Tous les trois se disputent une nouvelle fois, lorsque Régina révèle à Tarain que Carco a prétendu que Bao est le fils du prêtre, ce qui met ce dernier en colère.
Les triades se rendent alors chez le père Tarain et enlèvent Bao, ainsi que Jean-Luc Tarain, le frère du prêtre. M. Mo avertit Carco par téléphone que toute tentative de prévenir la police aura pour conséquence l'exécution immédiate des otages. Tarain veut pourtant avertir les autorités, ce qui lui vaut un nouveau mécontentement de Carco. Décidé à les aider, le grand-père du prêtre (un vétéran de la guerre d'Indochine) propose de leur prêter sa vieille carabine et de débusquer ces « faces de pamplemousse ». Tout en essayant de raisonner son grand-père, Tarain se dispute avec son ange ce qui crée un quiproquo. L'ange maléfique de Tarain fait alors un croc-en-jambe à celui-ci, qui envoie le fauteuil roulant du vieil homme droit dans les escaliers. La carabine fait feu accidentellement et blesse légèrement Carco au mollet.
Quelque temps plus tard, Tarain et Carco se rendent à Bruxelles pour tenter de retrouver la mère de Bao, qui y fait une cure de désintoxication dans une clinique privée. Après avoir retrouvé la jeune Lilly, Tarain, Carco et cette dernière déjeunent dans un petit restaurant bruxellois. Dans un premier temps, Carco veut ménager la jeune femme et lui parle de banalités sans importance. Agacé par Tarain qui le presse de mettre Lilly au courant de la situation, il révèle alors sans détour la vérité à la jeune femme, au mépris des recommandations de son médecin. Apprenant que son mari, Yvon Radmillo, a été écrasé par un camion et que Bao a été enlevé, la jeune Chinoise s'évanouit.
Une fois de retour à Paris, ils tentent avec du renfort de trouver la cachette de M. Mo dans le 13e arrondissement, afin de délivrer Bao et Jean-Luc. Durant la bataille au restaurant Le mandarin qui fume, l'ange de Carco intervient et se fait alors pourchasser par celui de Tarain dans un chaos indescriptible. Bao et Jean-Luc sont sauvés, et les bandits arrêtés.
Plus tard, Hervé Tarain marie Carco et Régina ainsi que Lilly et son nouveau mari, Bu Lin. Carco donne les millions à la quête, amendant ainsi les multiples péchés de cette aventure et permettant à son ange de remonter au Ciel, et celui de Tarain de disparaître également.

## Fiche technique
- Titre : Les Anges gardiens
- Réalisation : Jean-Marie Poiré, assisté de Simon Lelouch
- Scénario : Jean-Marie Poiré, Christian Clavier
- Musique : Éric Lévi
- Photographie : Jean-Yves Le Mener, Christophe Beaucarne
- Décors : Hugues Tissandier
- Casting : Françoise Ménidrey
- Costumes : Patricia Poiré
- Son : Jean-Charles Ruault, Maurice Laumain
- Effets visuels numérique : Médialab (Paris) , Duboi (Paris) , Mikros image (Paris)
- Mixage : Claude Villand, Bernard Le Roux
- Montage : Catherine Kelber
- Production : Charles Wang (Hong-Kong) et Alain Terzian (France)
- Budget : 16 140 000 €
- Pays d'origine :  France
- Durée : 110 minutes
- Date de sortie :
  - France : 11 octobre 1995

## Distribution

### Carco's
- Gérard Depardieu : Antoine Mérignac / Carco / M. Ciccolini / La « bonne conscience »
- Eva Grimaldi : Regina Podium
- Laurent Gendron : Lucky Carco, le frère d'Antoine
- Jennifer Herrera : Luna Paradise
- Eva Herzigová : Tchouk Tchouk Nougat, une des danseuses

### Famille Père Tarain
- Christian Clavier : le père Hervé Tarain / La « mauvaise conscience »
- Jean Champion : Le grand-père d'Hervé Tarain (« bon papa »)
- Anna Gaylor : Geneviève Tarain, la mère d'Hervé Tarain
- Olivier Achard : Jean-Luc Tarain
- Maryse Deol : Lise Tarain
- Volodia Serre : Arnaud Tarain

### Famille Bao
- Alexandre "Eskimo" Nguyen : Bao Radmilo
- Yves Rénier : Yvon Radmilo, dit « La Pince », le père de Bao
- Ysé Tran : Lily Wang, la mère de Bao

### La Triade
- Shi Liang : Monsieur Mo
- Frankie Chin : Un homme de main de Monsieur Mo

### Groupe du Père Tarain
- Julien Courbey : Jérôme
- Laurent Jaubert : Rachid
- William Miale : Johnny
- Stéphanie Jaubert : Yasmina
- Jamal Djabou : jeune du groupe Tarain

### Hong-Kong
- Dominique Marcas : Mère Angelina

### Avion Hong-Kong-Paris
- Arièle Semenoff : Sandrine, l'hôtesse de l'air
- Iska Khan : le Coréen recevant les grains de riz dans la nuque dans l'avion
- Francois Morel : un steward de l'avion

### Aéroport Roissy
- Patrick Zard : le douanier de l'aéroport de Roissy

### Église du Père Tarain
- Renée Le Calm : une vieille dame dans l'église
- Françoise Bertin : Madame Albert

### Bruxelles
- Jean-Henri Compère : Bob Vandick, peintre et ancien compagnon de Lily Wang
- Dany Boon : un figurant dans le bar branché de Bob Vandick (non crédité)
- Mouss Diouf : le grand Noir
- Rodolphe Sand : un groom de l'hôtel bruxellois
- Francis Lemaire : Professeur Georges Van den Berg
- Armelle : une infirmière du centre de désintoxication

### Quartier chinois de Paris
- Van Dung Nguyen : Ling Bu
- Suphouridh Sarun : copain de Ling Bu N°1
- Marc Nguyen : copain de Ling Bu N°2
- Chay Som : copain de Ling Bu N°3

### Autres
- Nathalie Sejean : Electra Robinet
- Philippe Nahon : le chauffeur de taxi
- Ludivine Pras : demoiselle d'honneur
- Jean-Marie Poiré : le photographe du mariage à la fin
- Michel Bonnet : le conducteur mécontent
- Michel Bonjour : un serveur routier
- Paulette Frantz : une secrétaire Sacristie
- Rebecca Potok : Marise
- Darren Shahlavi : gangster 2
- Marie Paquim : Françoise
- Philippe Sturbelle : le garçon du café
- Lionel Azoulay : Dédé
- Zouzou
- Yves Gabrielli
- Fabienne Chaudat
- Michel Pilorgé
- Belkacem Tatem
- Raymond Khamvène
- Valérie Mélignon
- Pauline Macia

## Lieux de tournage
Le tournage du film est effectué en France, en Belgique, à Hong-Kong et à Macao.

### En France[1]
L'intérieur et l'extérieur de la villa de Carco (Gérard Depardieu) est une demeure située à Montfort l'Amaury ; Le Crazy Horse et le Pavillon Ledoyen servent de décor au cabaret "Le Carco’s". La scène à la gendarmerie fut tournée à la Gendarmerie de Coutevroult. Les scènes de l'aéroport ont été prises à l'aéroport international Charles de Gaulle.
D'autres scènes sont tournées dans les quartiers asiatiques de Paris. Le restaurant parisien "Le Président" sert de décors pour les scènes intérieures du restaurant chinois "Le mandarin qui fume" alors que les scènes extérieures ont été filmées au n°27 de la rue du Colisée à Paris. Quelques scènes ont également été tournée aux Groupe Eclair à Épinay-sur-Seine.
Les scènes dans l'église ont été tourné dans l'église d'Écouen

### En Belgique
Le restaurant avec la fameuse scène du Paris-Brest fut tournée au restaurant "Le Falstaff" à Bruxelles. L'hôtel où Carco et le Père Tarain (Christian Clavier) passent la nuit est l'hôtel "Métropole". Une maison de style Belle Époque située au numéro 7 du boulevard du Souverain à Watermael-Boitsfort sert également de décors.

## Bande originale
- Oh doux Jésus interprété par les Petits Chanteurs d'Asnières

## Accueil
- Box-office français : 5 734 059 entrées

## Distinctions
- Nomination pour le César du meilleur producteur pour Alain Terzian.

## Analyse